# Macromeracis reedi
Macromeracis reedi är en tvåvingeart som beskrevs av James 1975. Macromeracis reedi ingår i släktet Macromeracis och familjen vapenflugor. Inga underarter finns listade i Catalogue of Life.